# Žihle
Žihle település Csehországban, a Észak-plzeňi járásban. Žihle Blatno, Jesenice, Chyše, Potvorov, Bílov, Mladotice, Manětín, Tis u Blatna és Pastuchovice településekkel határos. Lakosainak száma 1291 fő (2024. január 1.).

## Népesség
A település lakosságának változását az alábbi diagram mutatja:
| Lakosok száma | 1450 | 1449 | 1682 | 1307 | 1279 | 1403 | 1363 | 1320 | 1204 | 1291 |
|               | 1869 | 1900 | 1921 | 1961 | 1980 | 2011 | 2016 | 2019 | 2021 | 2024 |